# Astyanax trierythropterus
Astyanax trierythropterus är en fiskart som beskrevs av Godoy, 1970. Astyanax trierythropterus ingår i släktet Astyanax och familjen Characidae. IUCN kategoriserar arten globalt som sårbar. Inga underarter finns listade.